# بیل بوشبی (بازیکن فوتبال)
بیل بوشبی (انگلیسی: Bill Bushby; ۲۱ اوت ۱۹۱۴ – ۲۳ دسامبر ۱۹۹۷) بازیکن فوتبال اهل بریتانیا بود.
از باشگاه‌هایی که در آن بازی کرده‌است می‌توان به باشگاه فوتبال همبل، باشگاه فوتبال پورتسموث، باشگاه فوتبال ساوت‌همپتون، باشگاه فوتبال ساوتند یونایتد، و باشگاه فوتبال کاوز اسپورتز اشاره کرد.